# 雷禮
雷禮（1505年—1581年），字必进，号古和，江西南昌府豐城縣人，明朝政治人物。嘉靖壬辰進士，官至工部尚書，嘉靖年间主持修建明十三陵以及重建明故宫三大殿。

## 生平
晋代天文学家雷焕之後。生于弘治十八年（1505年），四歲時差点溺死，嘉靖二年（1523年）入为县學生员，嘉靖七年（1528年）中式江西鄉試第二十四名舉人，嘉靖十一年（1532年）壬辰科會試第一百九名，第三甲第二百八名同進士出身，通政司观政，次年授任福建承宣布政使司兴化府推官，十五年母亲去世丁忧。服阕，嘉靖十八年（1539年）補任南直隸宁国府推官，再丁父忧。嘉靖二十一年（1542年）服阕，起升吏部验封司主事，历任考功司、文选司，晋考功司署员外郎，二十四年改文选司，明年署稽勲司郎中，又改验封、考功。二十六年九月云南巡抚應大猷被弹劾，事連雷禮，被贬为大名府通判。
嘉靖二十七年（1548年）升任南京礼部精膳司郎中，六月升浙江提学副使，二十九年十月升南京太仆寺少卿，三十一年改北太仆寺，十二月改太常寺少卿提督四夷馆，三十二年（1553年）二月升任顺天府尹，三十三年六月升工部右侍郎，三十五年（1556年）四月进本部左侍郎，以皇陵完工，加二品服俸。又督修卢沟桥河工程，三十六年（1557年）十月升都察院右都御史。
嘉靖三十六年四月，奉天、謹身、華盖三大殿及奉天门、午门俱被雷火烧毁，由雷禮主持修復明故宫。嘉靖三十七年（1558年）九月官至工部尚书添注管事，四十年三月回部管事，仍兼提督工程。嘉靖四十一年（1562年）又加升太子太保，以三大殿完工加太子太傅，四十五年加少傅。
隆庆二年（1568年）因考察辭官归里。万历九年（1581年）卒。

## 家世
曾祖雷啟陽；祖雷遂冲；父雷邦鑑；母鄭氏。具慶下，妻李氏，繼妻張氏；兄楴；祥；祕；祉；䄓，弟祜。子雷瀚（舉人）；雷濙（南京刑部郎中）；雷瀛（工部員外郎家正五品俸）；雷泓（通政司經歷）。孫梯（官生）；之楨（庠生）；樂（庠生）；條（庠生）；穀（庠生）；曾孫文烱（官生）。

## 著作
- 《大政纪》36卷
- 《國朝列卿表》139卷
- 《南京太仆寺志》16卷
- 《阁臣行实》8卷
- 《國朝列卿纪》165卷
- 《真定府志》32卷
- 《镡墟堂稿》20卷。